# ハーダー (SS-568)
|          |                                                   |
| 艦歴     |                                                   |
| 発注     |                                                   |
| 起工     | 1950年6月30日                                     |
| 進水     | 1951年12月3日                                     |
| 就役     | 1952年8月19日                                     |
| 退役     | 1973年1月31日                                     |
| その後   | イタリアに売却                                    |
| 除籍     | 1974年2月20日                                     |
| 性能諸元 |                                                   |
| 排水量   | 水上 2,050トン、水中 2,700トン                    |
| 全長     | 277 ft (84 m)                                     |
| 全幅     | 27 ft 3 in (8.3 m)                                |
| 吃水     | 17 ft (5.2 m)                                     |
| 機関     |                                                   |
| 最大速   | 水上15.5ノット (29 km/h) 水中18.3ノット (34 km/h) |
| 乗員     | 士官8名、兵員75名                                 |
| 兵装     | 21インチ魚雷発射管8門                             |

ハーダー (USS Harder, SS-568) は、アメリカ海軍の潜水艦。タング級潜水艦の1隻。艦名は南アフリカ沖で見られるボラの一種に因む。その名を持つ艦としてはガトー級潜水艦46番艦(SS-257)以来2隻目。

## 艦歴
ハーダーは1950年6月30日にコネチカット州グロトンのエレクトリック・ボート社で起工した。1951年12月3日にケイ・ローガン・コール（ハーダー (USS Harder, SS-257) の副官であったS・M・ローガン大尉の未亡人）によって命名、進水し、1952年8月19日に艦長R・B・ラニング中佐の指揮下就役する。
ロードアイランド州ニューポート沖での整調後、ハーダーはコネチカット州ニューロンドンからバハマのナッソーまでシュノーケルを用いた1,000マイル（1,600km）の潜航を達成した。その後ニューロンドン沖で高速攻撃型潜水艦の評価試験に従事した。
ハーダーは1953年6月にニューロンドン沖での艦隊による作戦活動を開始した。間もなくイギリス諸島に向けて出航する。この航海中にハーダーは搭載するゼネラルモーターズ社製16-338「パンケーキ」エンジンのメカニカルトラブルを経験する。1953年8月にハーダーのエンジンはアイルランドの東海岸沖で完全に停止し、潜水艦救難艦トリンガ (USS Tringa, ASR-16) によって曳航され、大西洋を横断、ニューロンドンに到着した。この曳航は2,100マイル（3,400km）にもおよび、潜水艦史上最長の曳航距離となった。
続く数年間、ハーダーは大西洋艦隊およびNATO軍艦艇と共に訓練および即応作戦のスケジュールを実行した。大西洋北部からカリブ海にかけての海域でソナー評価試験および対潜水艦戦演習の支援を行い、潜航模擬攻撃作戦に参加した。1959年3月、演習「SUBICEX」に参加し、ニューファンドランド島沖で280マイル（450km）もの距離を潜航して海氷下を巡航し、通常動力潜水艦としては最長の距離を記録した。
大西洋で3ヶ月間の潜航演習を完了した後、ハーダーは母港をサウスカロライナ州チャールストンへ変更し、11月17日に到着、第4潜水戦隊に合流した。大西洋とカリブ海での作戦活動を1年以上続け、1961年5月24日にチャールストンを出航、ヨーロッパ西部および地中海配備に赴く。6月9日にドイツのブレーマーハーフェンに到着、ハーダーは西ドイツ海軍艦艇と共に対潜水艦作戦の支援を行う。翌月スコットランドのホーリー・ロッホおよびスペインのロタを経由して地中海入りし、第6艦隊と共に平和維持活動を支援する。ハーダーは8月28日にチャールストンに帰還した。
ハーダーは訓練演習、アスロックおよびその他の対潜兵装システムの評価試験に従事、多忙なスケジュールを過ごし、1962年10月にオーバーホールのためチャールストン海軍造船所に入渠した。
作業は1963年4月に完了し、ハーダーは大西洋岸およびカリブ海での作戦活動を2年にわたって継続し、水中での戦術を磨き上げ、駆逐艦を始めとする水上艦との対潜作戦演習に従事した。
ハーダーは10月22日に再びチャールストン海軍造船所に入渠、オーバーホールおよび近代化が行われ、その船体は18フィート延長、新型の PUFFS パッシブソナー・システムが収められた。また、上部構造の設計は変更され、新型エンジンへの換装および電気・電子機器の改善が行われた。近代化は1967年初めに完了し、ハーダーは艦隊に復帰した。
ハーダーは1973年1月31日に退役、1974年2月20日に除籍されイタリアに売却された。

### イタリア海軍で
イタリア海軍では1974年8月18日に就役し、ロメオ・ロメイ (Romeo Romei, S-516) と命名された。